# Pachok
Pachok (en népalais : पाचोक) est un comité de développement villageois du Népal situé dans le district de Lamjung. Au recensement de 2011, il comptait 2 469 habitants.